# Mattias Odencrantz
Mattias Odencrantz, tidigare Rhyzelius, född 7 oktober 1730 i Linköpings församling, Östergötlands län, död 3 december 1796 i Stockholm, var en svensk kammarherre.

## Biografi
Mattias Odencrantz föddes 1730 i Linköping. Han var son till biskopen Andreas Rhyzelius i Linköpings stift och Catharina Ihre. Odencrantz blev 30 november 1739 student vid Uppsala universitet. Han blev 24 januari 1756 hovjunkare och 16 december 1761 kammarherre. Odencrantz avled 1796 i Stockholm.

### Familj
Odencrantz gifte sig 12 december 1764 i Kristianstad med friherrinnan Margareta Christina von Lingen (1744–1770), dotter till landshövdingen Reinhold Johan von Lingen i Malmöhus län och Anna Christina von Flygarell. De fick tillsammans barnen Anna Catharina Odencrantz (1766–1829) som var gift med översten Gustaf Adolf Horn af Åminne, Ulrika Odencrantz (1767–1833) och Brita Maria Odencrantz (1770–1827) som var gift med överstelöjtnanten Carl Henrik von Sticht och löjtnanten Johan Ludvig Fleming af Liebelitz.